# Pützer Elster
Die Pützer Elster ist ein einmotoriger Schulterdecker für die allgemeine Luftfahrt der deutschen Firma Alfons Pützer KG.

## Geschichte
Im Jahr 1957 schrieb die deutsche Luftwaffe einen Auftrag für ein Sportflugzeug mit zwei nebeneinander liegenden Sitzen aus. Dafür entwickelte die Firma Alfons Pützer KG in Bonn zusammen mit Fritz Raab und Gerhard Siegel aus der Motorraab (Moraa), einer motorisierten Weiterentwicklung des Segelflugzeuges Doppelraab, die Pützer Elster. Sie übernahm von der Doppelraab das (allerdings verstärkte) Tragwerk und den 52 PS starken Porsche-678/3-Motor, bekam aber einen neuen Rumpf in Sperrholz-Schalenbauweise mit nebeneinander angeordneten Pilotensitzen, die durch zwei große nach oben öffnende Klapptüren zu erreichen waren. Über einen Handgriff im Cockpit konnte das Bugrad gesteuert und über Seilzüge die Trommelbremsen der Haupträder betätigt werden. Die Elster V1 (D-EJOB) wurde gerade noch rechtzeitig vor dem Vorführungstermin fertig und startete am 11. November 1957 auf dem Flugplatz Bonn/Hangelar zu ihrem Erstflug.

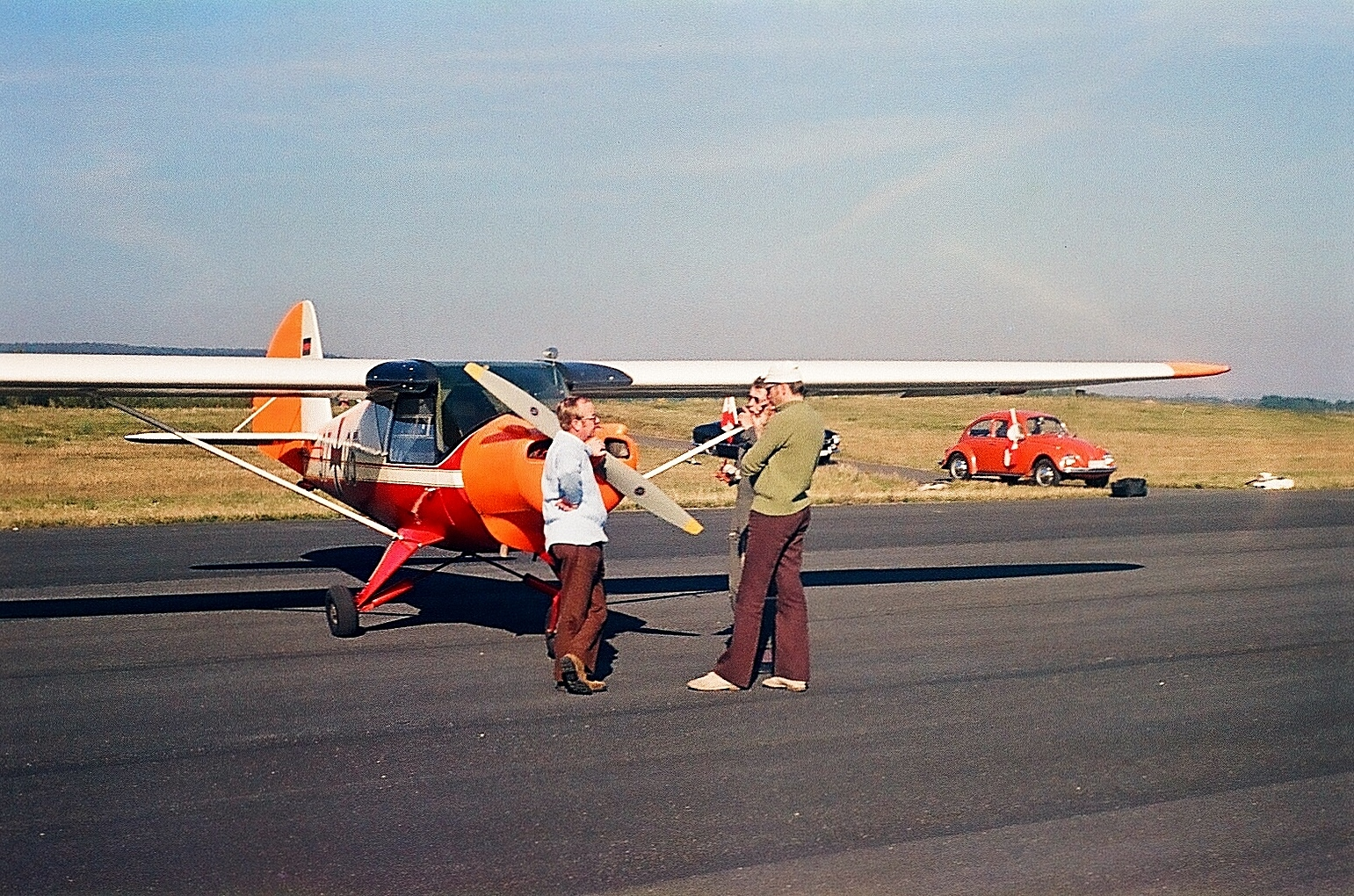
Elster B der Luftwaffe (97+05), Fliegerhorst Pferdsfeld, 1972

Am dreitägigen Vergleichsfliegen der Bundeswehr im November 1957 waren neben der Pützer Elster, eine Klemm Kl 107 von der Bölkow GmbH, eine Blume Bl 502 von der Walter Blume Leichtbau und Flugtechnik GmbH, eine Meindl M.150 vom Flugzeugbau Burg Lengenfeld, eine Scheibe SF 23A von Egon Scheibe und eine Rheinflug RW-3 von Hanno Fischer beteiligt. Die Elster setzte sich dabei gegen die anderen Maschinen durch und konnte einen Auftrag von 24 Maschinen durch die Bundeswehr verbuchen.
Im Mai 1958 wurde die Pützer Elster V1 auf der Luftfahrtschau in Hannover einer breiteren Öffentlichkeit vorgestellt. Auch am Deutschlandflug 1958 nahm die Elster V1 mit der Startnummer „Z2“ teil. Da sich der Porsche-678/3-Motor als zu schwach erwies, wurde die V1 noch 1958 versuchsweise auf einen Porsche 678/1 mit 65 PS umgerüstet. Das Flugzeug erhielt daraufhin die Bezeichnung Elster A65. Eine weitere Elster (Elster A65, V2, D-EFYP) wurde direkt mit dem stärkeren Porsche 978/1 mit 48 kW im April 1959 fertiggestellt. Aber auch der stärkere Porsche-Motor führte zu keinen befriedigenden Leistungen. Daraufhin erhielt die Elster V1 Ende 1958 den Continental C90-8F, mit dem die Maschine am 10. Januar 1959 zum ersten Mal als Elster B V1 flog.

### Elster B

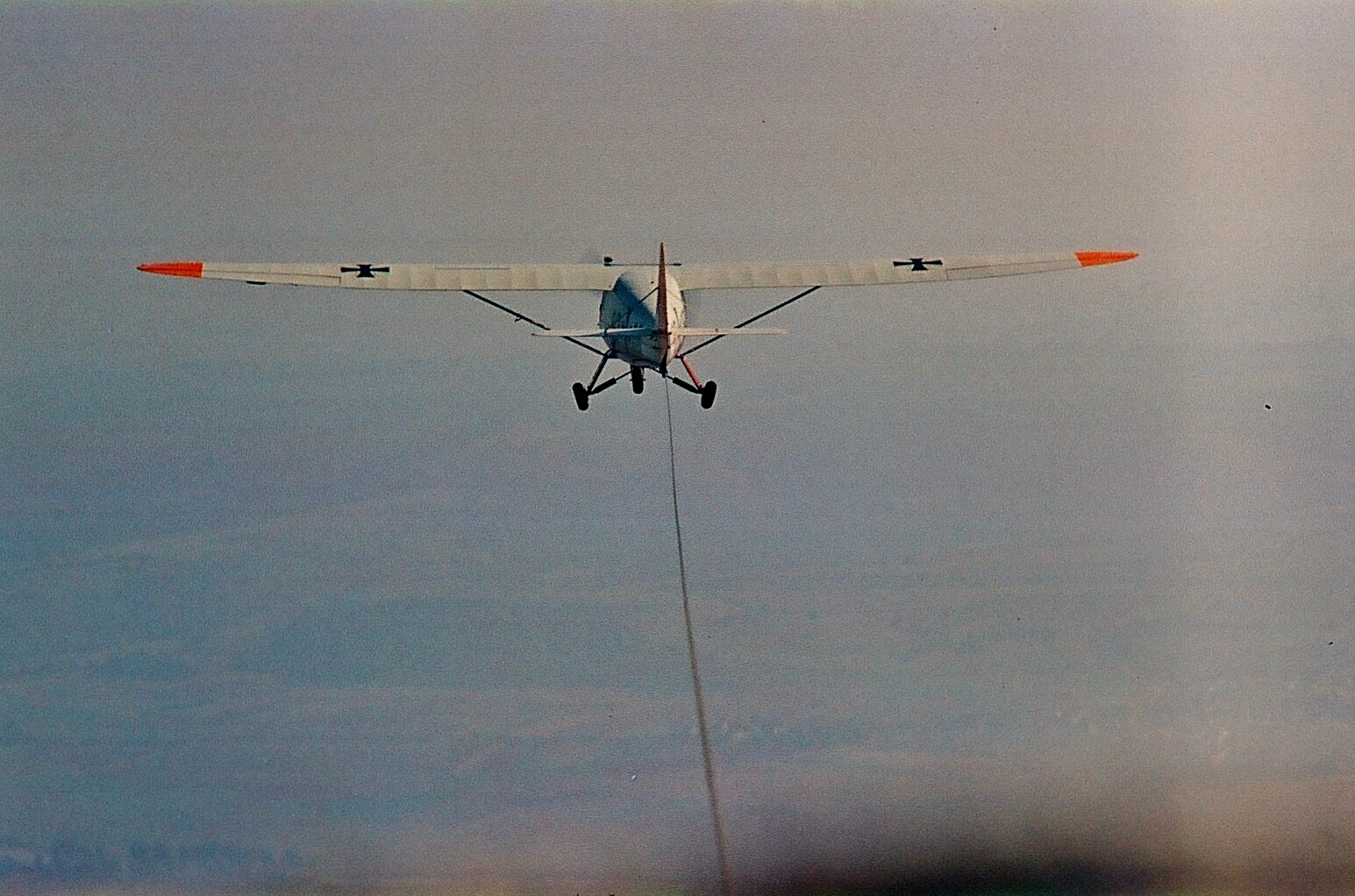
Elster B der Luftwaffe (97+05) als Schleppmaschine, Pferdsfeld, 1972

Die erste für die Sportfluggruppen der Bundeswehr vorgesehene Serienmaschine mit der WNr. 003 erhielt als Änderung gegenüber den V-Mustern kürzere und kleinere Querruder und ein größeres Seitenleitwerk. Die als zivile Exportversion vorgesehene Elster B, WNr. 010 wurde als Versuchsträger für den 70 kW starken Continental C90-12F verwendet. Als D-EDEZ flog sie mit diesem Motor erstmals am 7. April 1959 und wurde im Mai 1959 auf der Luftfahrtschau in Hannover der Öffentlichkeit als Pützer Elster B präsentiert. Die bereits im Bau befindlichen WNr. 003 bis 009 wurden im Laufe des Jahres 1959 auf den C90-12F umgerüstet. Auch die Elster V2 wurde im August 1959 auf diesen Motor als Elster B V2 umgerüstet. Am 20. August 1959 erteilte das Luftfahrt-Bundesamt die Musterzulassung L584 für die Pützer Elster B.
Die beiden V-Muster wurden im Oktober 1959 zur praktischen Einsatzerprobung an die Motorsportfliegerschule in Bonn-Hangelar und die Fliegergruppe Sigmaringen übergeben. Die ersten Serienmaschinen (WNr. 003-009) für die Sportfluggruppen der Bundeswehr wurden am 21. Dezember 1959 übergeben. Insgesamt wurden neben den beiden V-Mustern 33 Exemplare der Elster B gebaut und davon neun an Privatpersonen verkauft.
In England wurde die Pützer Elster B als „Magpie“ von Flair Aviation Sales Co. in Bromley ab 1960 vertrieben. Verkäufe ins europäische Ausland konnten mit der Elster allerdings nicht erzielt werden. Erst im Gebrauchtflugzeugmarkt kamen zwei Elster später nach England, die dort als „Magpie“ betrieben wurden.

### Elster C

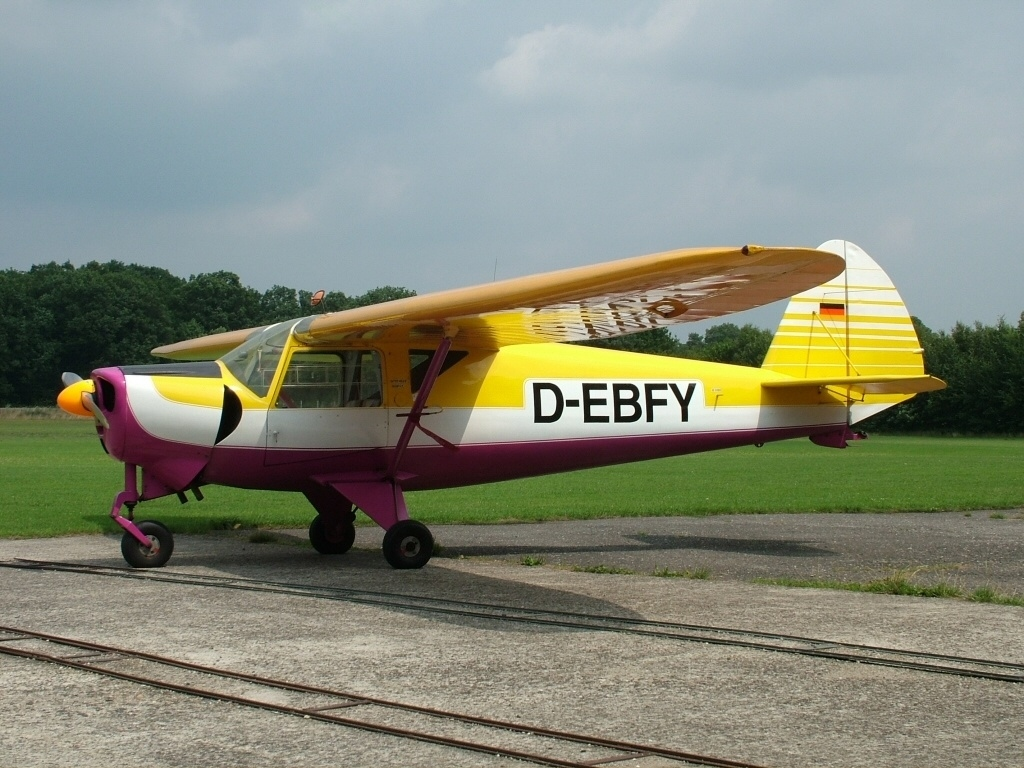
Pützer Elster C, WNr. 022, D-EBFY in Rheine-Eschendorf

Ab 1962 sollte die Maschine als Elster C auch als Schleppflugzeug zum Einsatz kommen. Dafür wurde die Elster B WNr. 009, D-EDIQ als Testmuster mit einem Lycoming-O-320-A2B Motor mit 110 kW ausgerüstet, die am 28. Juli 1963 erstmals flog. Die Musterzulassung für die Elster C erteilte das Luftfahrt-Bundesamt am 30. Juli 1964. Die Elster C wurde in elf Exemplaren gebaut und einige Elster B auf diesen Standard umgerüstet. Die letzten Elster C entstanden nicht mehr bei der Alfons Pützer KG in der Bornheimer Straße in Bonn, sondern wurden bereits in den neuen Hallen der Sportavia-Pützer auf der Dahlemer Binz gefertigt.
Die Elster gehört zu den ersten in der BRD nach dem Zweiten Weltkrieg entwickelten und in größeren Stückzahlen produzierten Motorflugzeugen. Es wurden bis 1967 insgesamt 46 Exemplare hergestellt. Für die Wanderausstellung „Unsere Luftwaffe“ entstand eine 1:1-Attrappe der Pützer Elster. Das Flugzeug wurde neben dem Einsatz in der Bundeswehr für Schulungszwecke in den Luftwaffensportgruppen auch im zivilen Bereich verwendet.
Seit 17. September 2010 fungiert die restaurierte Pützer Elster B WNr. 32, D-ELKY von Jürgen Gassebner als „Fliegender Botschafter“ des Porsche-Museums in Stuttgart-Zuffenhausen.

## Wettbewerbe
- Deutschlandflug 1961[7]

Horst Geyer und H. Schmetz nahmen mit einer Pützer Elster für die Sportfluggruppen der Bundeswehr am Deutschlandflug 1961 von Braunschweig nach Neubiberg in der Zeit vom 21. bis 25. Juni 1961 teil. In der Gruppe II, Kategorie B belegten sie mit 510,5 Punkten den ersten Platz. In der Gesamtwertung lag die Elster 15 Punkte hinter dem Gesamtsieger Gerd Maier und Paul König mit ihrer Piper PA-18.
- Burda-Preis der Lüfte 1963[7]

Peter Hommes und Walter Mohr belegten mit ihrer Pützer Elster des Fliegerclubs Merzbrück bei Aachen 1963 mit 976 Punkten den zweiten Platz beim Burda-Preis der Lüfte. Sie verfehlten den von einer Bölkow Junior erflogenen ersten Platz um drei Punkte.
- Deutschlandflug 1967[7][8]

Die Luftwaffensportgruppe Leipheim wurde mit E. Wuggazer und R. Schmidt beim Deutschlandflug 1967 auf der Strecke von Friedrichshafen nach Mönchengladbach in der Zeit vom 20. bis 25. Juni 1967 mit ihrer Pützer Elster B, WNr. 014, D-EFYL, Startnummer „345“ Gesamtsieger, sowie Sieger in der Gruppe III, Kategorie C.

## Zwischenfälle
Laut Aviation Safety Network WikiBase sind bis Dezember 2018 insgesamt 19 Elster B/C irreparabel beschädigt bzw. zerstört worden, davon zwei mit Todesfällen (siehe unten). Vier Elster B der Liste waren im Besitz von Luftwaffen-Sportfluggruppen. Bei sind 19 Zwischenfälle aufgelistet, davon wurden vier Flugzeuge wieder hergestellt:
- 18. April 1964, Nörvenich, WNr. 025, D-EBGO, Startunfall[9]
- 4. Juli 1964, Unterkirchnah, WNr. 023, D-EBGE, BfU-Report 810.3-28/64[9]
- 23. Mai 1965, Lechfeld, WNr. 028, D-ELBO, missglückter Durchstartversuch[9]
- 28. Mai 1968, Aachen-Merzbrück, WNr. 022, D-EBFY, beschädigt bei Startabbruch nach Motorausfall, repariert[1]
- 24. Mai 1970, Steyerberg, WNr. 031, D-ELKU, missglückter Abfangvorgang nach Stall, BFU-Report 810.3-27/70[9]
- 31. Mai 1971, Frechen, WNr. 045, D-EGZC, Stall bei Landung, BFU-Report 810.3-31/71[9]
- 28. September 1975, Eschwege, WNr. 033, D-ENGY, Startunfall[9]
- 12. Juni 1976, Bornheim, WNr. 004, 97+02, abgeschrieben nach Außenlandung[9]
- 12. Juni 1976, Niederöblarn, WNr. 041, D-EDHE, beschädigt bei Bodenkollision, repariert[1]
- 14. Mai 1978, Langenberg, WNr. 021, D-EFAR, Fehler bei Abfangflug[9]
- 13. April 1980, Borkenberge, WNr. 035, D-EDWE, Startunfall, 1 Toter, BFU-Bericht 3X049-80[9]
- 19. April 1980, Diepholz, WNr. 007, D-ELBU, zerstört durch Sturm am Boden[9]
- 6. Juli 1980, Nienhagen, WNr. 037, D-EDWO, Strukturversagen?, BFU-Bericht 3X235-80[9]
- 29. April 1984, Damme, WNr. 027, D-ENNE, Startunfall[9]
- 31. Mai 1984, …, WNr. 011, D-EDEZ, …, repariert[9]
- 13. Oktober 1985, Ammersee, WNr. 017, D-EDIV, abgeschrieben nach Triebwerksausfall[9]
- 19. Juli 1988, Bohlhof, WNr. 038, D-EDWU, BFU-Bericht 3X337-88, repariert[9]
- 26. Juli 1988, …, WNr. 039, D-EDWY, schwer beschädigt bei Bodenkontakt, repariert[1]
- 16. Juni 1996, Dinslaken/Schwarze Heide, WNr. 038, D-EDWU, harte Landung[9]
- 31. Juli 1997, Breitscheid, WNr. 039, D-EDWY, BFU-Bericht 3X311-96[9]
- 26. Juni 2010, Konstanz, WNr. 009/038, D-EDIQ, Startunfall, 2 Tote. Die Maschine des Luftfahrt-Vereins Bottrop war auf dem Weg zum Flugplatz Dinslaken/Schwarze Heide, BFU-Bericht 3X084-10[10][9]

## Verbliebene Exemplare
Bei sind 16 verbliebene Pützer Elster 2018 aufgelistet, davon vier Flugzeuge in Museen, acht flugfähig:
- WNr. V1, D-EJOB, befand sich 2012 in Mendig zur flugfähigen Restaurierung
- WNr. V2, D-EFYP, befand sich 2021 in Murcia-Spanien zur flugfähigen Restaurierung
- WNr. 005, 97+03/D-ECFM, Exponat im Militärhistorischen Museum Flugplatz Berlin-Gatow
- WNr. 008, D-ELTY, in Manching
- WNr. 014, D-EFYL, Museum Leipheim[11]
- WNr. 016, D-EMEL, flugfähig, Museum Großenhain
- WNr. 018, D-ECTI, 2016 abgestellt in Mendig
- WNr. 019, D-EDYL, 2015 abgestellt in Westerheim
- WNr. 020, D-EDUH, flugfähig in Pirmasens, Teilnahme 100 Jahre Alfons Pützer, 3. August 2018, Bonn[12]
- WNr. 022, D-EBFY, flugfähig in Rheine
- WNr. 029, D-EMVB, flugfähig in Memmingen
- WNr. 030, D-EGWD, flugfähig in Bad Kissingen
- WNr. 032, D-ELKY, flugfähig im Porsche-Museum[6]
- WNr. 034, D-EDWA, flugfähig in Pegnitz, Teilnahme 100 Jahre Alfons Pützer, 3. August 2018, Bonn[12]
- WNr. 042, D-EFPR, flugfähig in Haßfurt
- WNr. 043, D-EGFH, flugfähig, Teilnahme 100 Jahre Alfons Pützer, 3. August 2018, Bonn[12]
- WNr. 044, D-EDNO, eingelagert in Nordholz

Status der abgestellten WNr. V2, 003, 006, 009, 011 und 024 ist nicht bekannt.

## Technische Daten

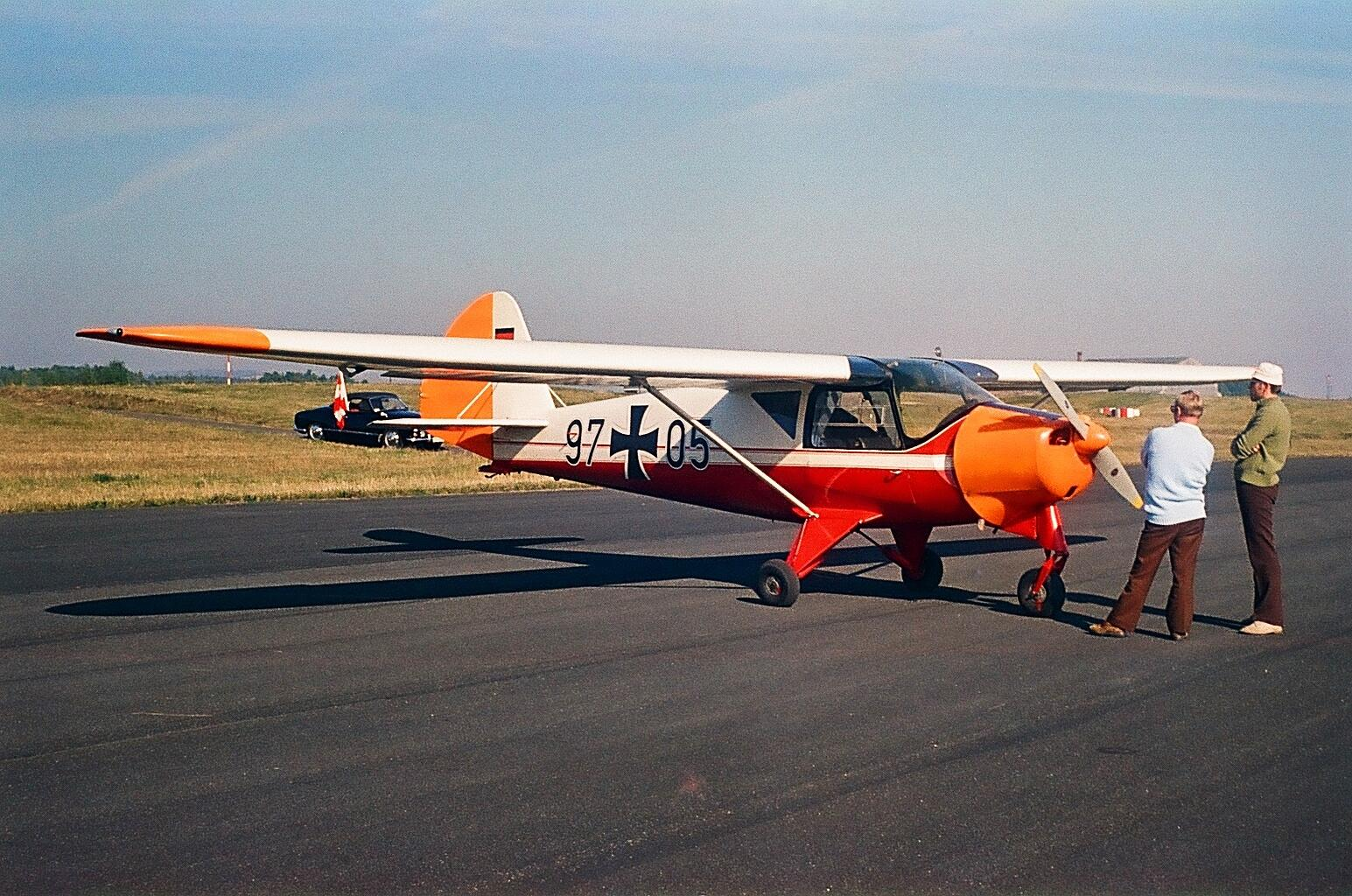
Elster B der Luftwaffe (97+05) auf dem Fliegerhorst Pferdsfeld, 1972

| Kenngröße             | Elster A                         | Elster B                       | Elster C                   |
| --------------------- | -------------------------------- | ------------------------------ | -------------------------- |
| Besatzung             | 2                                | 2                              | 2                          |
| Länge                 | 7,00 m                           | 7,10 m                         | 7,10 m                     |
| Spannweite            | 13,80 m                          | 13,22 m                        | 13,22 m                    |
| Höhe                  | 2,50 m                           | 2,50 m                         | 2,50 m                     |
| Zuladung              | 231 kg                           | 230 kg                         | 230 kg                     |
| Leermasse             | 394 kg                           | 470 kg                         | 470 kg                     |
| max. Startmasse       | 625 kg                           | 700 kg                         | 750 kg                     |
| Reisegeschwindigkeit  | 130 km/h                         | 150 km/h                       | 180 km/h                   |
| Höchstgeschwindigkeit | 150 km/h                         | 180 km/h                       | 200 km/h                   |
| Dienstgipfelhöhe      |                                  | 4000 m                         | 4000 m                     |
| Reichweite            | 780 km                           | 450 km                         | 450 km                     |
| Triebwerke            | ein Porsche 678/3; 65 PS (48 kW) | ein Continental C90-12F; 70 kW | ein Lycoming O-320; 110 kW |

### Allgemeine Links
- Alfons Pützer Homepage – Elster Bild- und Dokumentenarchiv
- Geschichte der Luftwaffe – Bilder, Infos zum Elster-Einsatz bei der Luftwaffe
- flugzeugbilder.de – zahlreiche aktuelle Pützer Elster Aufnahmen
- Luftfahrt-Bundesamt – Gerätekennblatt L584, Braunschweig, 1994

### Links zu Seiten über verbliebene Pützer Elster
- – Bilder, Infos zur Elster im Luftwaffenmuseum Gatow
- Elster Porschemuseum – Bilder, Infos zur Elster D-ELKY des Porsche-Museums
- Kulturgut Mobilität – Infos zur D-ELKY des Porsche-Museums
- Reflektion.info – Bilder, Infos zur Elster D-ELKY (auch Restaurierung)
- Fliegerszene.de – Bilder zur Elster D-EGWD
- SFG Nordholz – Bilder, infos zur Elster D-EGFH
- Klassiker der Luftfahrt – Bericht zur Übernahme der Elster D-EFYL ins Fliegerhorstmuseum Leipheim
- SFG Manching – Bilder, Infos zur D-ELTY